# Coldwell
Coldwell es un municipio rural canadiense situado en la provincia de Manitoba.

## Superficie
Coldwell tiene una superficie de 891,85 km².

## Demografía
En 2021, tenía 1313 habitantes, una densidad poblacional de 1,5 hab./km², y 734 viviendas.